# 企鵝寶貝2：神奇的企鵝
《企鵝寶貝2：神奇的企鵝》（英語：Farce of the Penguins）是一部2007年美國仿自然類紀錄片，由鮑勃·薩格編劇兼執導，惡搞自法國紀錄片《小企鵝大長征》（2005年）。山繆·傑克森擔任旁白，動物的配音員包括薩格、克里斯蒂娜·艾伯盖特、劉易·布萊克、莫妮克和崔西·摩根。劇情講述一隻企鵝在七十英里的長途跋涉中尋找愛情，與性慾旺盛的伙伴們一起去參加享樂主義的求偶儀式。片中使用企鵝的真實素材。
電影2007年1月27日在美國採DVD首映發行。

## 配音員
- 山繆·傑克森聲演旁白
- 鮑勃·薩格聲演Carl
- 克里斯蒂娜·艾伯盖特聲演Melissa
- 傑米·肯尼迪聲演Jamie
- 大衛·柯屈納聲演Melvin
- 哈維·菲爾斯坦聲演Sheila
- 劉易·布萊克聲演Jimmy
- 琥碧·戈柏聲演Helen
- 莫妮克聲演Vicky
- 崔西·摩根聲演Marcus
- 馬力歐·卡圖聲演Sidney
- 卡洛斯·门西亚聲演Juan Sanchez
- 洛莉·路格林聲演Melvin smacking penguin
- 丹尼·庫克聲演Online penguin
- 傑森·亞歷山大聲演Penguin on belly
- 贾森·比格斯聲演Insecure penguin
- 諾姆·克羅斯比聲演Carl's grandfather
- 諾姆·麥克唐納聲演Join Twosomes penguin
- 喬納森·卡茨聲演Steve the Owl
- 布丽·拉尔森聲演"I need a Z Pack" penguin
- 吉姆·貝魯什聲演"They're all bitches" penguin
- 戴夫·庫利爾聲演"There's no snow" penguin
- 約翰·斯塔莫斯聲演"What's global warming?" penguin
- 喬蒂·史威汀聲演"He's so gross" penguin
- 喬恩·拉威茨聲演"My eyes are up here" penguin
- 吉尔伯特·戈特弗里德聲演"I'm freezing my nuts off!" penguin
- 戴蒙·韋恩斯聲演"Hey, that's my ass!" penguin
- 艾巴·維戈達聲演Penguin from Boca
- 艾莉森·汉尼根聲演Hottie penguin
- 喬納森·斯沃曼聲演Seal critics
- 史考特·溫格聲演Horny penguin（未掛名）

## 備註
1. 與2017年紀錄片《企鵝寶貝2：極地的呼喚（法语：L'Empereur (film)）》無關。

## 外部連結
- 互联网电影数据库（IMDb）上《Farce of the Penguins》的资料（英文）
- AllMovie上《Farce of the Penguins》的资料（英文）
- Box Office Mojo上《Farce of the Penguins》的資料（英文）
- 爛番茄上《Farce of the Penguins》的資料（英文）